# Rail Wars!
Rail Wars! Nihon Kokuyū Tetsudō Kōantai (RAIL WARS! -日本國有鉄道公安隊-?) è una serie di light novel scritta da Takumi Toyoda e illustrata da Vania 600. La serie, composta da un totale di 20 volumi distribuiti dal 16 gennaio 2012 al 14 dicembre 2020, è stata pubblicata inizialmente dalla casa editrice Sohgeisha sotto l'etichetta Sohgeisha Clear Bunko per i primi tredici volumi mentre i seguenti sono usciti tramite Jitsugyo no Nihon Sha sotto l'etichetta J Novel Light Bunko. Un adattamento a manga intitolato Rail Wars! Nihon kokuyū tetsudō kōantai The Revolver è stato serializzato sulla rivista Blade Online di Mag Garden dal 30 novembre 2012 al 16 febbraio 2015. Un adattamento ad anime di 12 episodi prodotto dallo studio Passione è andato in onda dal 4 luglio al 19 settembre 2014.

## Trama
La serie si svolge in un Giappone alternativo dove il sistema ferroviario nazionale non è mai stato privatizzato. Naoto Takayama è un normale studente delle scuole superiori che aspira ad una vita comoda presso le stazioni ferroviarie giapponesi. Egli finisce per lavorare come tirocinante per la forza di sicurezza dove ha che fare con i suoi colleghi e con un gruppo di estremisti chi si battono per privatizzare la ferrovia.

## Personaggi
Naoto Takayama (高山直人?, Takayama Naoto)
Doppiato da: Jun Fukuyama
Aoi Sakurai (桜井 あおい?, Sakurai Aoi)
Doppiato da: Manami Numakura
Haruka Kōmi (小海 はるか?, Kōmi Haruka)
Doppiata da: Maaya Uchida
Shō Iwaizumi (岩泉 翔?,  Iwaizumi Shō)
Doppiato da: Satoshi Hino
Nana Iida (飯田 奈々?,  Iida Nana)
Doppiata da: Yui Horie
Mari Sasshō (札沼 まり?,  Sasshō Mari)
Doppiata da: Hiromi Igarashi
Hitomi Gonō (五能 瞳?,  Gonō Hitomi)
Doppiata da: Mai Nakahara
Noa Kashima (鹿島乃亜?,  Kashima Noa)
Doppiata da: Minori Chihara

## Manga

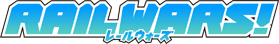
Logo della serie

Un adattamento manga, intitolato Rail Wars! Nihon kokuyū tetsudō kōantai The Revolver (-日本國有鉄道公安隊- The Revolver?) e disegnato da Keiji Asakawa, è stato serializzato sulla rivista Blade Online dal 30 novembre 2012 al 16 febbraio 2015. I capitoli sono stati raccolti in 3 volumi tankōbon.